# 動態網頁

动态网页：服务器端脚本(PHP和MySQL)的一个例子

动态网页（英語：dynamic web page）是一个对所有动态生成与动态更新的网页的统称。与传统的静态网页相反，它会因为变量的改变而产生不同的网页。这既可能是服务器端生成的网页，也可能是用户端生成的网页，或是两者的混合。
服务器端的动态网页是指服务器通过应用程式伺服器处理服务器端脚本而生成的网页。服务器传递给脚本的参数决定了每一个网页的生成方式，有时包括如何生成更多的用户端脚本。常见的实现方式有PHP，Active Server Pages（Asp），通用网关接口（CGI）。在服务器端脚本执行完毕后，生成的网页是一个标准的HTML页面，所有的服务器端的脚本不会传给客户端。
用户端的动态网页在浏览器加载网页的时候进行处理。JavaScript和其他脚本语言决定了收到的HTML如何嵌入到文档对象模型（DOM）中。这些脚本语言也可以动态地更新或改变最初的文档对象模型。

## AJAX
AJAX是客户端与服务器交换资料的一种方式。与表单不同，AJAX可以仅向伺服器发送并取回必须的数据，并改变DOM以更新网页。这种更新会留下历史记录，但不会创造备份。通过AJAX技术，用户得到一个在浏览器里作为单一网页处理的动态网页。其实际内容则可能来自于不同的地方，因为AJAX只向服务器请求其需要的部分DOM。

## 動態HTML
動態HTML是一个指所有不是静态HTML的雨伞术语，但只限于客户端自响应而不需要服务器进行额外操作的网页。它一般通过Javascript和CSS创造出富有交互性的内容。